# 1065

## Събития
- Низам ал-Мулк основава мадраса низамия в Багдад.
- 28 декември – Осветено е Уестминстърското абатство.